# 삘구
"삘구"는 1997년에 개봉한 대한민국의 영화이다.

## 캐스팅
- 이민우 : 삘구 역
- 김금용 : 유나 역
- 김기연 : 희정 역
- 홍일권 : 홍익 역
- 김성수 : 도식 역
- 원기준 : 기철 역
- 이대로 : 교장 역
- 오희찬 : 학생주임 역
- 조학자 : 지도주임 역
- 김경진 : 여선생 역
- 나갑성 : 선주 역
- 홍충길 : 선원 역
- 김정연 : 동자 역
- 이동엽 : 어린삘구 역
- 김성철 : 용구 역
- 길달호 : 형사반장 역
- 홍성영 : 홍 형사 역
- 유병완 : 유 형사 역
- 배용준 : 쇼크파 역
- 김상원 : 쇼크파 역
- 이세창 : 쇼크파 역